# Eixos de controle de aeronave

Os três eixos de controle de uma aeronave

Os eixos de controle de uma aeronave são aqueles três eixos nos quais o voo livre de uma aeronave se desenrola.

## Os eixos de controle de voo

A ação no eixo lateral

A ação no eixo vertical

A ação no eixo longitudinal

Uma aeronave em voo, é livre para se movimentar nas três dimensões: levantado e abaixando o "nariz" ao longo de um eixo imaginário que corre de uma lateral à outra da aeronave; guinar o "nariz" para a direita ou para a esquerda ao longo de um eixo imaginário que cruza a aeronave de cima para baixo; e rotacionar ao longo de um eixo imaginário que corre do "nariz" à "cauda" da aeronave.
Esse conceito de três eixos de controle se aplica em maior ou menor grau à maior parte das aeronaves, não só os aviões. Esses três eixos sobre os quais uma aeronave atua, são também chamados de: eixo lateral; eixo vertical e eixo longitudinal. Esses eixos se movem junto com a aeronave, e com ela também se movimentam nos três eixos em relação a Terra.
Numa aeronave portanto, existem três eixos de controle associados ao movimento em voo:

### Eixo lateral
É uma linha imaginária que cruza o avião de uma lateral à outra, que está associada ao movimento em torno do eixo horizontal, perpendicular ao eixo longitudinal, é o popular "levantar e abaixar o nariz". Também chamado de arfagem (em inglês - Pitch), no caso de um avião é normalmente controlado pelo profundor.

### Eixo vertical
É uma linha imaginária que atravessa o avião de cima para baixo, que está associada ao movimento em torno do eixo vertical, perpendicular ao eixo longitudinal. Também chamado de guinada (em inglês - Yaw), no caso de um avião é normalmente controlado pelo leme vertical.

### Eixo longitudinal
É uma linha imaginária que cruza o avião do nariz à cauda, que está associada ao movimento em torno do eixo horizontal, na direção do eixo longitudinal. Também chamado de rolagem (em inglês - Roll), no caso de um avião é normalmente controlado pelo aileron.

## Relações
- O ponto teórico, onde essas três linhas imaginárias se encontram, é chamado de centro de gravidade da aeronave.
- Os eixos de controle de uma aeronave estão relacionados aos eixos de inércia, mas não são a mesma coisa, pois são eixos geométricos simétricos.
- Na engenharia aeronáutica e aeroespacial, o movimento ao redor desses eixos, é chamado de "Ângulos de Euler", e os cálculos sobre eles são similares aos do Triedro de Frenet.